# Transport kolejowy w Bielsku-Białej

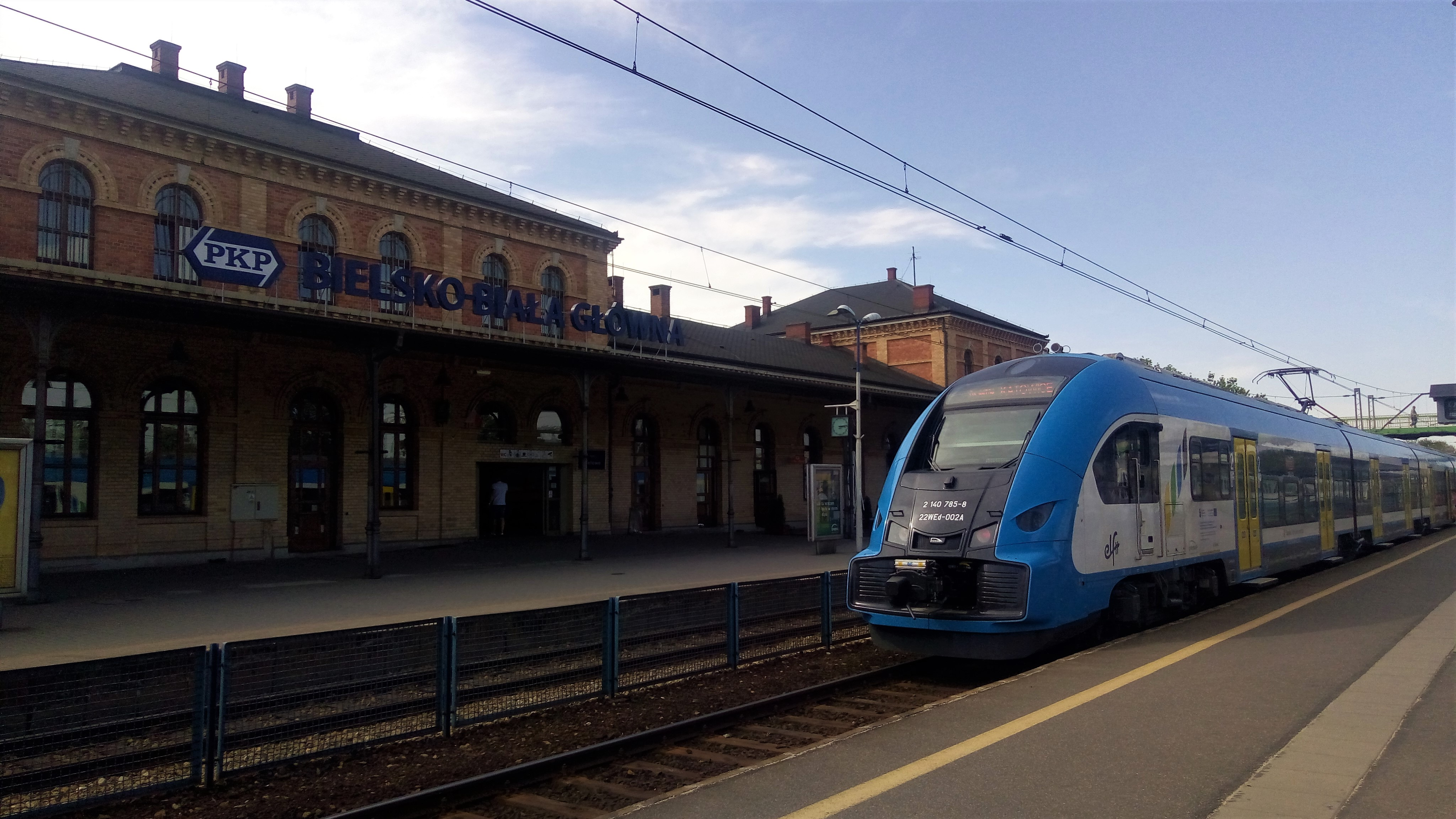
Bielsko-Biała Główna, widoczny 22WEd jako pociąg Kolei Śląskich do Katowic

Transport kolejowy w Bielsku-Białej – system transportu kolejowego na terenie miasta Bielsko-Biała.
Początki kolei w Bielsku-Białej sięgają roku 1855, kiedy to otwarto odgałęzienie austriackiej Kolei Północnej do Bielska. Największą stacją kolejową w Bielsku-Białej jest stacja węzłowa Bielsko-Biała Główna. Łączy ona linie kolejowe nr 117, nr 139 i nr 190. Połączenia pasażerskie do Bielska-Białej uruchamiają PKP Intercity, Koleje Śląskie oraz Polregio.

## Historia
Pierwsza linia kolejowa przebiegająca przez Bielsko-Białą była odnogą Kolei Północnej Cesarza Ferdynanda (w skrócie z niem. KFNB). Jej główna część, której budowa rozpoczęła się w 1837 r., łączyła Wiedeń z Bochnią przez Brzecław, Przerów, Lipník nad Bečvou, Ostrawę i Bogumin, gdzie miała łączyć się w Chałupkach z kolejami pruskimi. 17 grudnia 1855 r. oddano do użytku jej odgałęzienie z Dziedzic do Bielska. Linia kończyła się na dworcu zlokalizowanym na obrzeżach miasta, do którego prowadziła ulica Bahnhstraße (obecna ul. Barlickiego). W 1878 r. oddano przedłużenie trasy do Żywca, oddając do użytku tunel kolejowy o długości 286 m. 
W 1883 r. rząd austriacki wydał pozytywną decyzję dotyczącą budowy linii kolejowej łączącej Kojetín z Bielskiem w ramach tzw. Kolei Miast Morawsko-Śląskich. W 1884 r. powołano konsorcjum ds. budowy tej linii i rozpoczęto wyznaczanie trasy. Ze względów strategicznych podjęto decyzję o wydłużeniu linii do Kalwarii. W 1886 r. koncesję na obsługę połączeń na tej trasie uzyskała KNFB. Rok później otwarto odcinek z Bielska do Andrychowa, a cała trasa stała się przejezdna w 1888 r.
W 1887 r. w obliczu rosnącego ruchu pasażerskiego w Bielsku podjęto decyzję o budowie nowego dworca kolejowego. Projekt nowego gmachu wykonało biuro Karla Korna pod pieczą Karola Schulza. Nowy budynek otwarto 26 lutego 1890 r. W 1900 r. w pobliżu dworca głównego wybudowano lokomotywownię (okolice obecnej ul. Trakcyjnej).
W latach międzywojennych znaczenie kolei w Bielsku rosło. W 1920 r. na dworcu uruchomiono punkt przeładunkowy wyposażony w dźwig służący do przeładowywania nadwozi węglarek na wózki tramwajowe i dalsze rozwożenie węgla z wykorzystaniem sieci tramwajowej.
W nocy z 2 na 3 września 1939 r. polscy saperzy z 21 Batalionu Saperów wysadzili tunel kolejowy pod Hotelem Prezydent i Adolf-Hitler-Straße (obecna ul. 3 Maja).
W okresie PRL w ramach programu elektryfikacji polskiej kolei w 1968 r. zelektryfikowano linię kolejową na odcinku Bielsko-Biała Główna – Czechowice-Dziedzice. Równocześnie dokonano przebudowy dworca Bielsko-Biała Główna. W późniejszych latach dokonano także elektryfikacji pozostałych linii kolejowych na terenie miasta - w 1982 r. do Skoczowa i w 1989 r. do Kalwarii. W 1994 r. dworzec wpisano na listę zabytków, a w latach 1997–2000 dokonano jego gruntownego remontu. W 2001 r. na terenie stacji zorganizowano niewielki skansen parowozów. Obecnie znajdują się tam tory odstawcze dla taboru kolejowego. 10 grudnia 2009 r. zawieszono kursowanie pociągów relacji Cieszyn – Bielsko-Biała Główna – Cieszyn, w 2013 r. linia kolejowa Bielsko-Biała Główna – Skoczów została czasowo wyłączona z eksploatacji przez PKP Polskie Linie Kolejowe, natomiast dwa lata później została oficjalnie zamknięta. W grudniu 2018 r. zakończyły się prace modernizacyjne na odcinku Bielsko-Biała Lipnik – Wilkowice Bystra, w ramach których zmodernizowano przystanki kolejowe oraz torowisko. Pozwoliło to na zwiększenie prędkości pociągów i skrócenie czasu przejazdu do Żywca. Prace stanowiły element realizowanego przez PKP PLK projektu przebudowy linii kolejowej 139 Czechowice-Dziedzice – Bielsko-Biała – Zwardoń (granica państwa). W lecie 2018 r. zamknięto także linię kolejową nr 117 do Kalwarii Zebrzydowskiej-Lanckorony w związku ze złym stanem technicznym tej linii. Po wakacjach przewrócono ruch pociągów na tej trasie. 

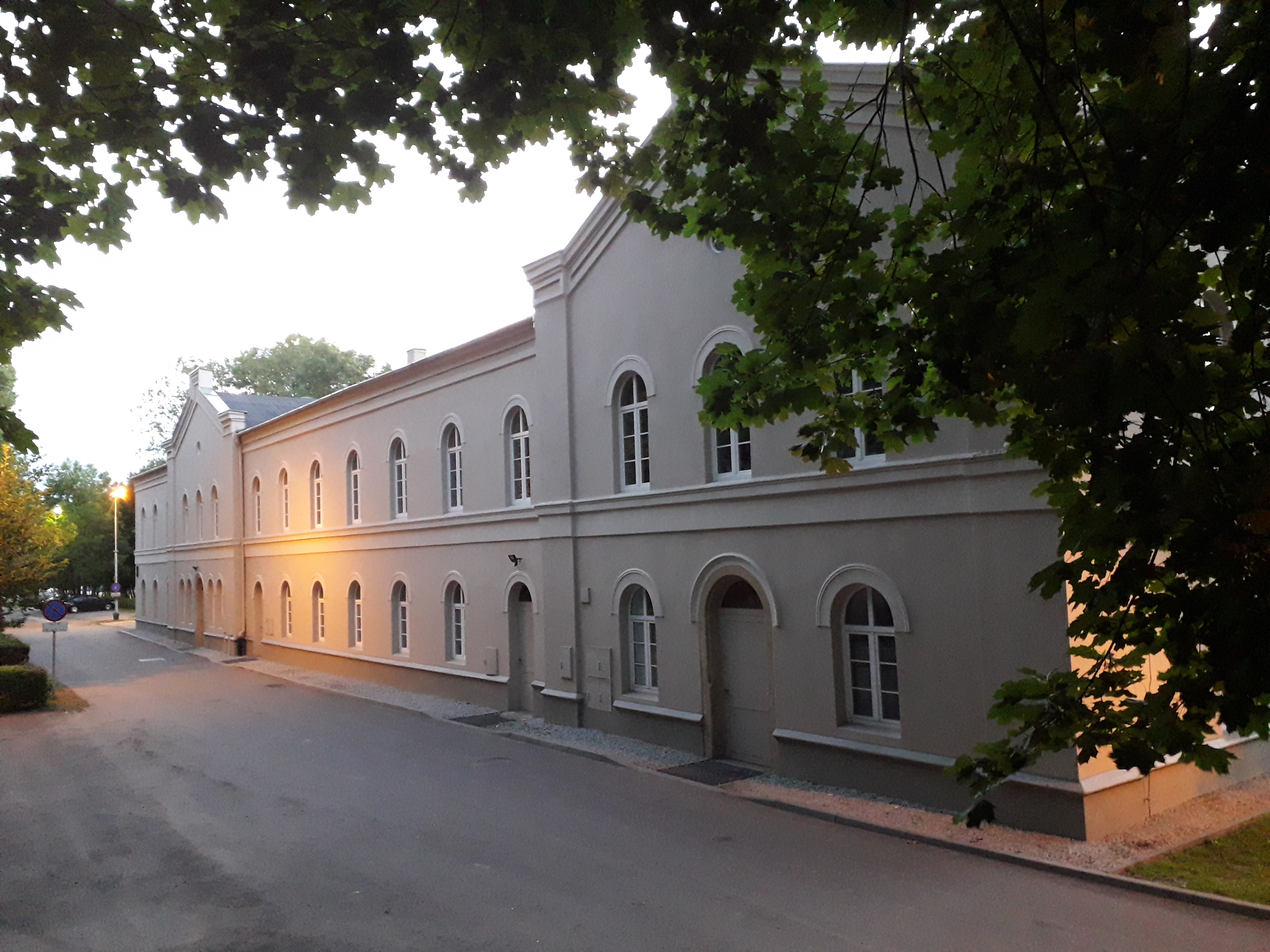
Stary dworzec kolejowy w Bielsku
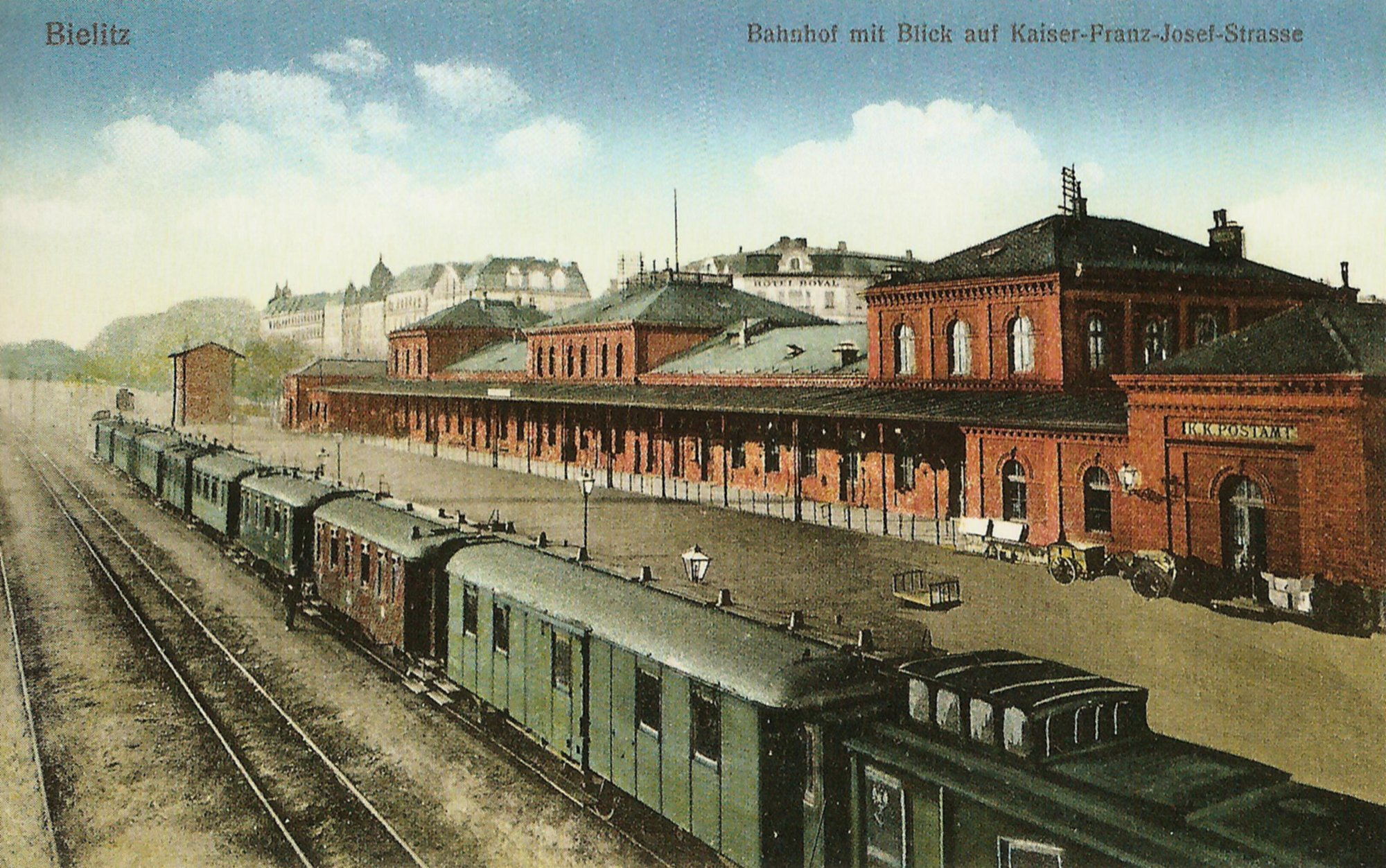
Widok na dworzec kolejowy w Bielsku, ok. 1914 r.
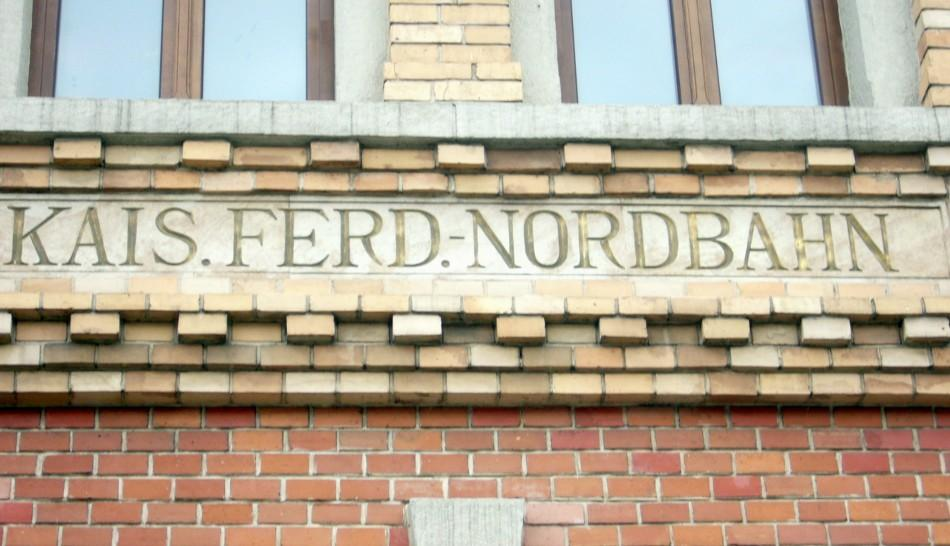
Napis Kolej Północna Cesarza Ferdynanda na fasadzie bielskiego dworca
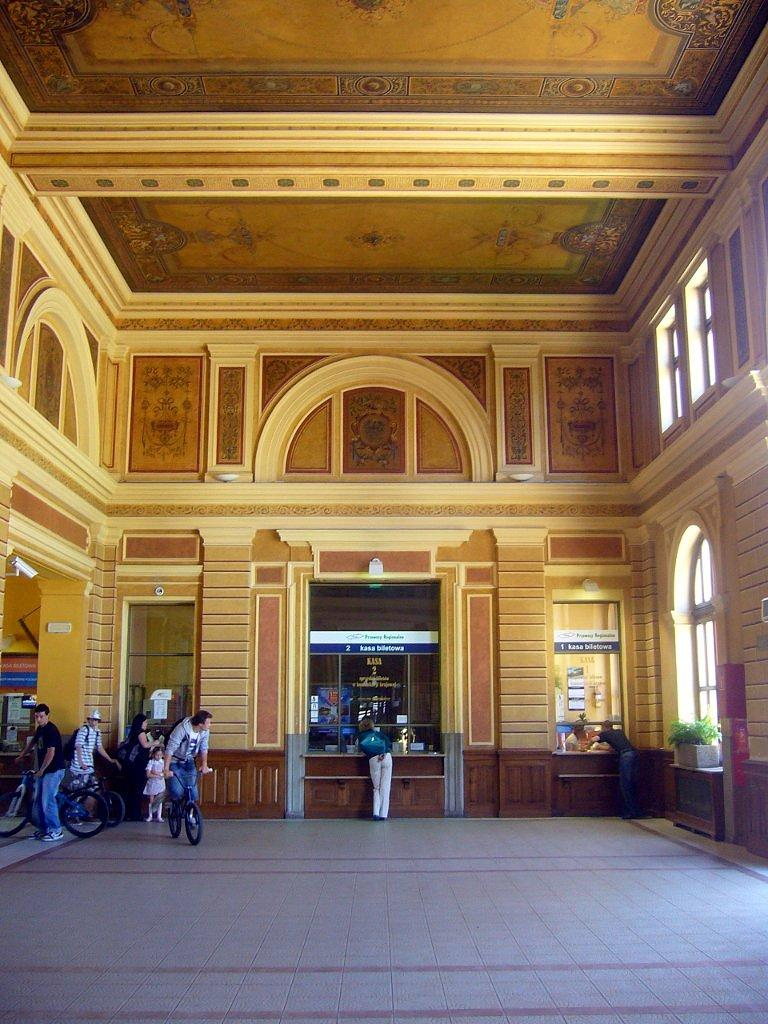
Hala dworca głównego
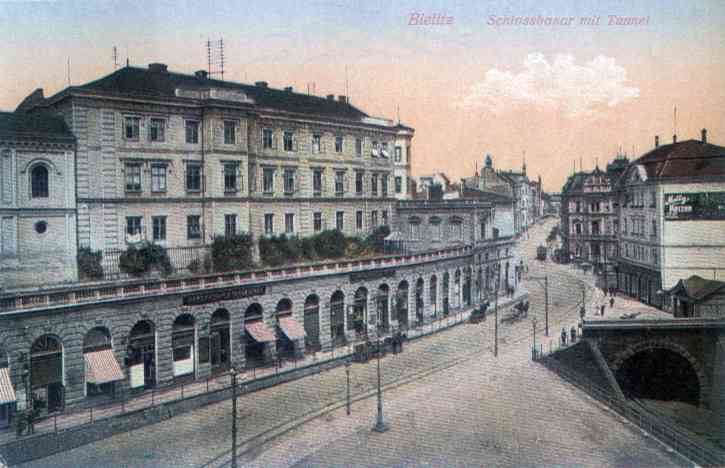
Widok na Zamek Sułkowskich, widoczny wylot tunelu kolejowego, 1915 r.
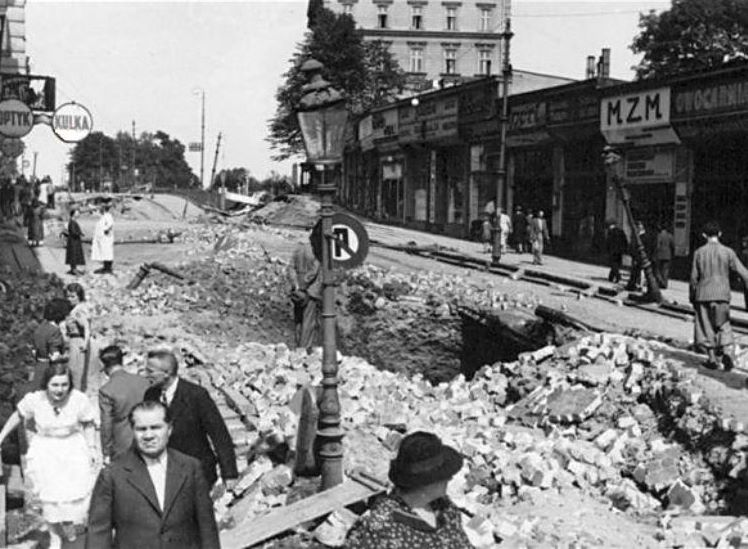
Wysadzony tunel kolejowy, 3 września 1939 r.
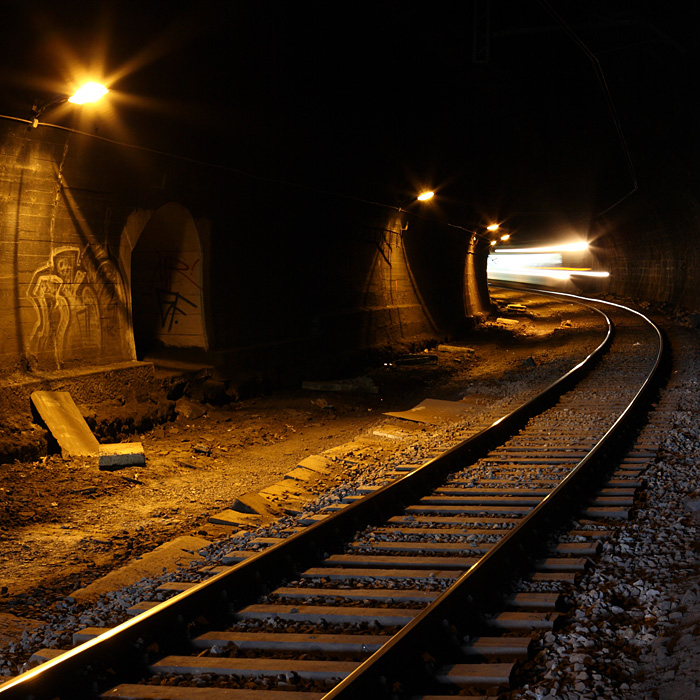
Wnętrze tunelu kolejowego współcześnie
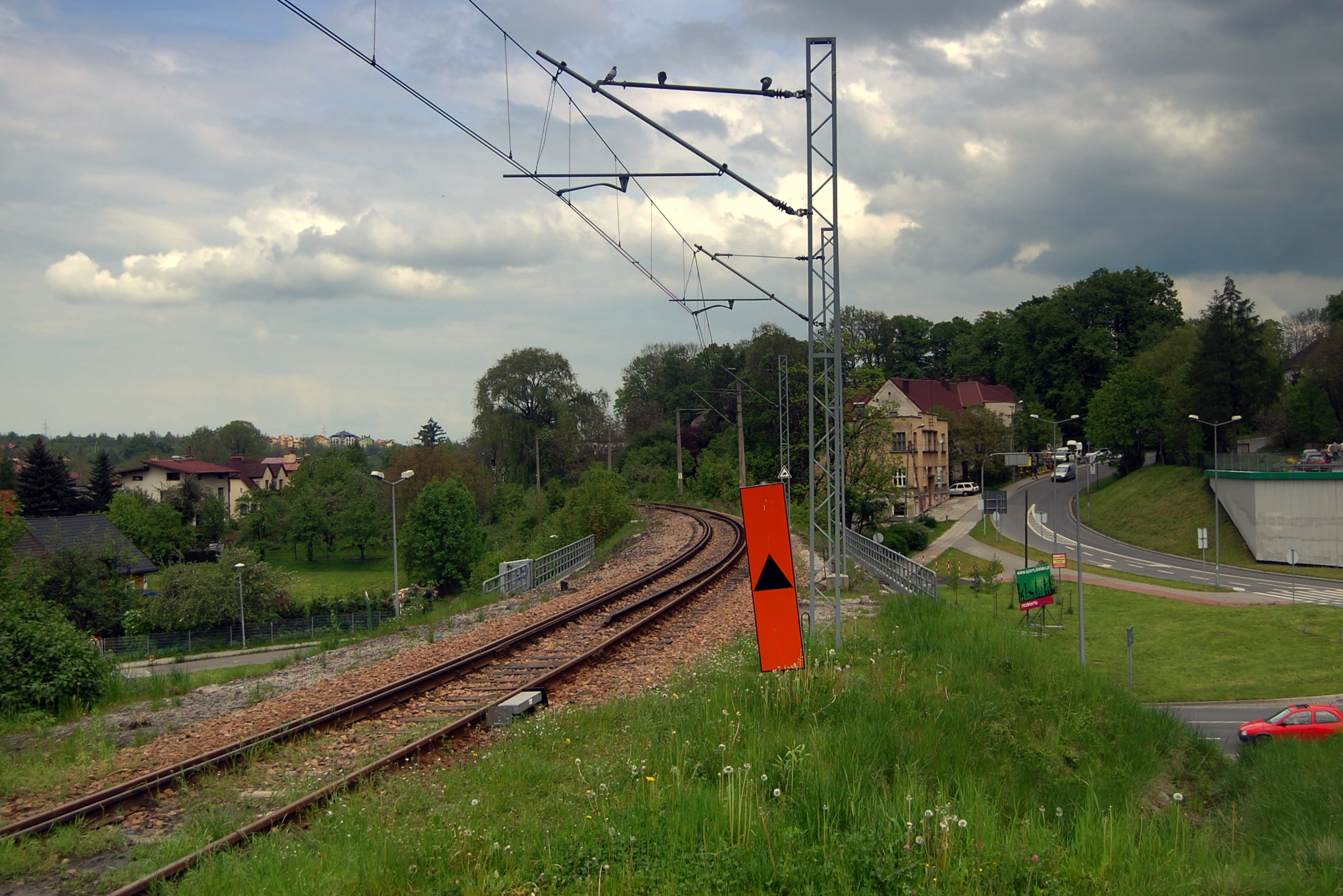
Nieczynna linia kolejowa do Skoczowa w Starym Bielsku
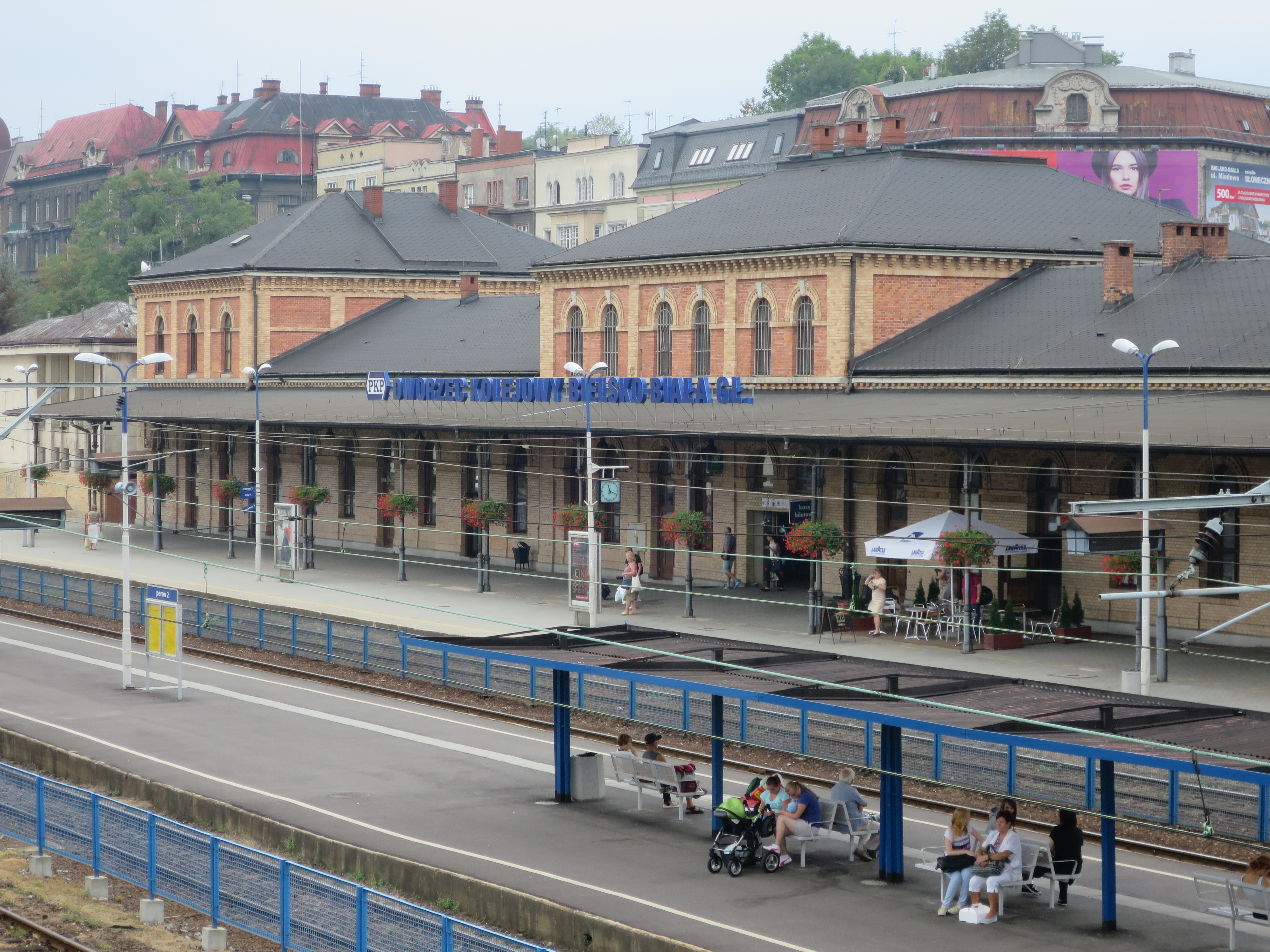
Bielsko-Biała Główna współcześnie
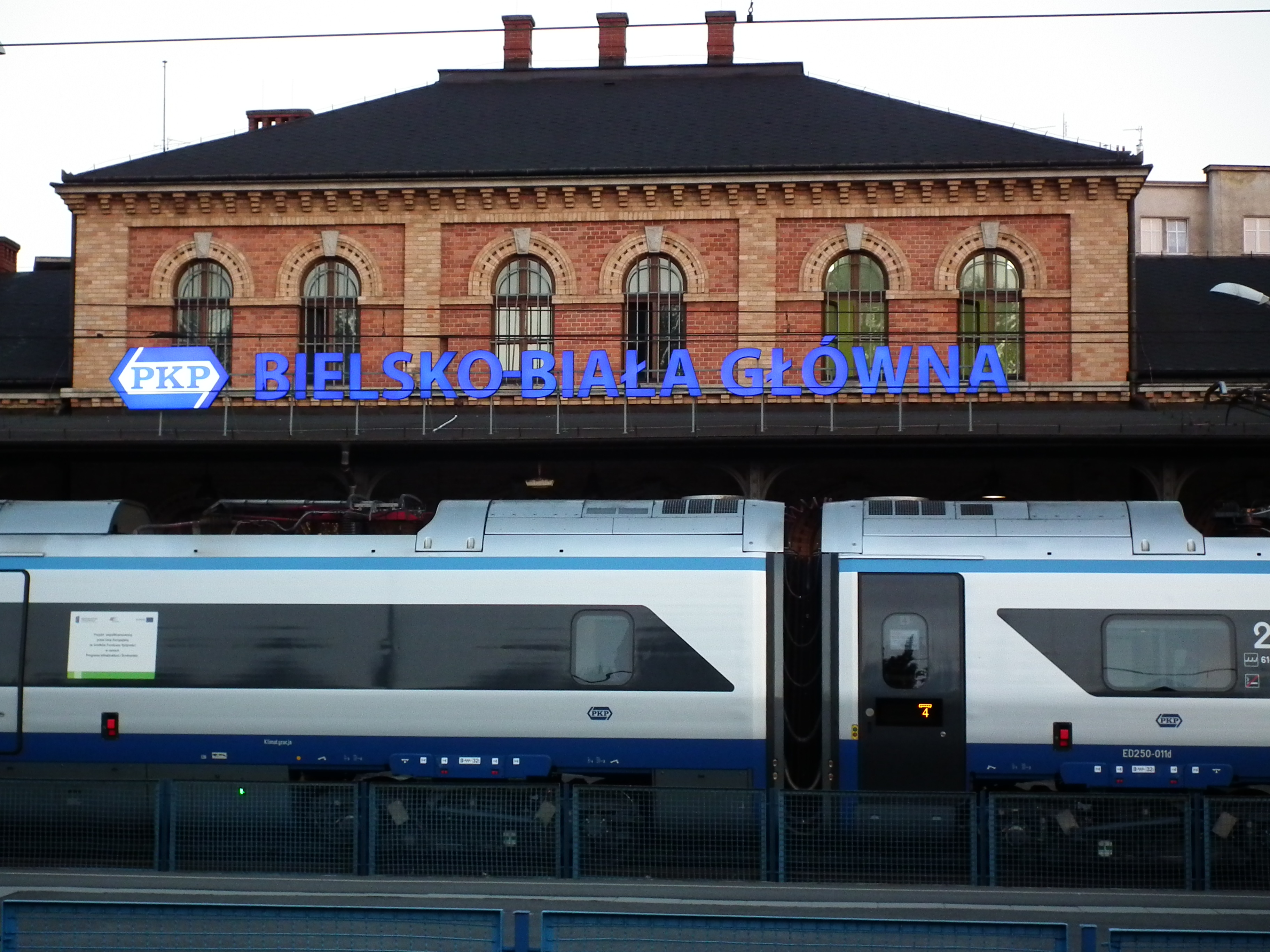
ED250 Pendolino na stacji Bielsko-Biała Główna

## Połączenia pasażerskie
Od 2015 r. do Bielska-Białej Głównej kursują pociągi kategorii Express InterCity Premium obsługiwane składami ED250 Pendolino. W rozkładzie jazdy 2018/2019 przez Bielsko-Białą przejeżdżały pociągi pasażerskie spółek PKP Intercity (kategorii TLK, IC, EIC i EIP m.in. do Białegostoku, Bydgoszczy Głównej, Gdańska Głównego, Gdyni Głównej, Katowic, Szczecina Głównego, Warszawy Centralnej, Wrocławia Głównego, Zakopanego, Zwardonia i Żywca), Koleje Śląskie (kategorii Os i OsP na liniach S5 i S72 m.in. do Częstochowy, Katowic, Raciborza, Rybnika Towarowego, Zakopanego, Zwardonia i Żywca) oraz Polregio (kategorii R m.in. do Wadowic i Krakowa Płaszowa).

## Linie kolejowe
Przez Bielsko-Białą przebiegają trzy linie kolejowe, przy czym wszystkie łączą się na stacji Bielsko-Biała Główna. Od północy miasta (Komorowice) wbiega linia kolejowa nr 139 z Katowic i przebiega w kierunku południowym (Mikuszowice) do Zwardonia. Na odcinku na północ do Bielska-Białej Głównej oraz od stacji Bielsko-Biała Lipnik do Wilkowic Bystrej jest ona dwutorowa, na pozstałym odcinku - jednotorowa. Na całej długości jest zelektryfikowana. Od stacji Bielsko-Biała Główna w kierunku północno-wschodnim biegnie jednotorowa zelektryfikowana linia kolejowa nr 117 do stacji Kalwaria Zebrzydowska Lanckorona. W kierunku zachodnim znajduje się natomiast linia kolejowa nr 190 do Cieszyna. Ruch pasażerski na tej linii został zawieszony w 2009 r., natomiast w 2015 r. została oficjalnie zamknięta.

## Punkty eksploatacyjne
| Nazwa                        | Rodzaj                                              | Liczba krawędzi peronowych | Zdjęcie |
| ---------------------------- | --------------------------------------------------- | -------------------------- | ------- |
| Bielsko-Biała Główna         | stacja                                              | 6                          |         |
| Bielsko-Biała Wschód         | stacja                                              | 2                          |         |
| Krzemionki                   | przystanek osobowy                                  | 1                          |         |
| Bielsko-Biała Fiat           | bocznica szlakowa                                   |                            |         |
| Bielsko-Biała Komorowice     | posterunek bocznicowy szlakowy i przystanek osobowy | 2                          |         |
| Bielsko-Biała Północ         | przystanek osobowy                                  | 2                          |         |
| Bielsko-Biała Lipnik         | posterunek odgałęźny, przystanek osobowy i ładownia | 2                          |         |
| Bielsko-Biała Leszczyny      | stacja                                              | 2                          |         |
| Bielsko-Biała Mikuszowice    | przystanek osobowy                                  | 2                          |         |
| Bielsko-Biała Zachód         | przystanek osobowy                                  | 1                          |         |
| Stare Bielsko                | ładownia publiczna                                  |                            |         |
| Bielsko-Biała Górne          | przystanek osobowy                                  | 1                          |         |
| Bielsko-Biała Aleksandrowice | przystanek osobowy                                  | 1                          |         |
| Bielsko-Biała Wapienica      | stacja                                              | 2                          |         |

Źródło: